# Anthony Towns

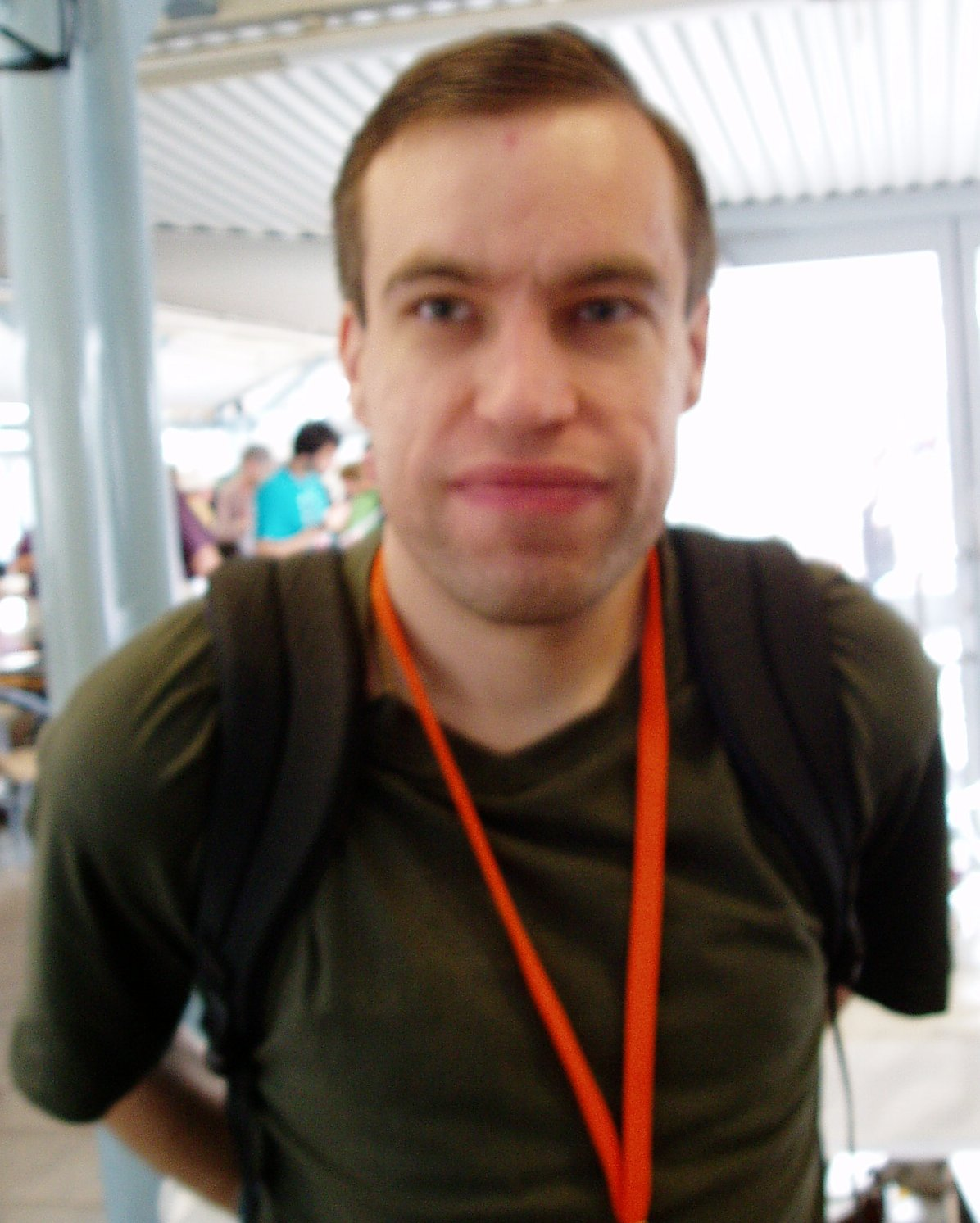
Anthony Towns

Anthony Towns (ur. 21 czerwca 1978 w Melbourne w Australii) – australijski programista, były lider projektu Debian. Został powołany na to stanowisko 17 kwietnia 2006, kiedy zastąpił Brandena Robinsona. Obowiązki Lidera Projektu Debian pełnił do 17 kwietnia 2007, kiedy to zastąpił go Sam Hocevar.